# بنجامین ویگلت
بنجامین ویگلت (انگلیسی: Benjamin Weigelt؛ زادهٔ ۴ سپتامبر ۱۹۸۲) بازیکن فوتبال اهل آلمان است.
از باشگاه‌هایی که در آن‌ها بازی کرده‌است می‌توان به آلمانیا آخن، کایزرسلاوترن، ماینتس ۰۵، روت‌وایس اسن، سن پائولی، و ویسبادن اشاره کرد.
وی همچنین در تیم ملی فوتبال ۲۰۰۶ آلمان بازی کرده‌است.